# Short track ai XXII Giochi olimpici invernali - 1000 m maschile
La gara dei 1000 metri maschili di Short track dei XXII Giochi olimpici invernali di Soči si è disputata tra il 13 (batterie) e il 15 febbraio 2014 (quarti di finale, semifinali e finali).
La medaglia d'oro è stata vinta dal russo Viktor An, che ha preceduto sul traguardo il connazionale Vladimir Grigor'ev e l'olandese Sjinkie Knegt.
Detentore del titolo di campione olimpico uscente era il sudcoreano Lee Jung-Su, che vinse a Vancouver 2010, precedendo il connazionale Lee Ho-Suk (medaglia d'argento) e lo statunitense Apolo Anton Ohno (medaglia di bronzo).

## Risultati

### Batterie
Sono state disputate otto batterie, ognuna con quattro corridori; i primi due classificati si sono qualificati per i quarti di finale.

#### Batteria 1
| Pos. | Nome             | Nazione       | Tempo    |
| ---- | ---------------- | ------------- | -------- |
| 1    | Charle Cournoyer | Canada        | 1'24"787 |
| 2    | Chris Creveling  | Stati Uniti   | 1'25"069 |
| 3    | Niels Kerstholt  | Paesi Bassi   | 1'25"695 |
| 4    | Jon Eley         | Gran Bretagna | 1'25"748 |

#### Batteria 2
| Pos. | Nome                | Nazione       | Tempo    |
| ---- | ------------------- | ------------- | -------- |
| 1    | Olivier Jean        | Canada        | 1'26"089 |
| 2    | Sjinkie Knegt       | Paesi Bassi   | 1'26"091 |
| 3    | Mackenzie Blackburn | Taipei cinese | 1'26"814 |
| 4    | Bence Béres         | Ungheria      | 1'27"735 |

#### Batteria 3
| Pos. | Nome               | Nazione       | Tempo    |
| ---- | ------------------ | ------------- | -------- |
| 1    | Vladimir Grigor'ev | Russia        | 1'26"422 |
| 2    | Han Tianyu         | Cina          | 1'26"530 |
| 3    | Vladislav Bykanov  | Israele       | 1'27"796 |
| 4    | Richard Shoebridge | Gran Bretagna | 1'27"806 |

#### Batteria 4
| Pos. | Nome               | Nazione     | Tempo    |
| ---- | ------------------ | ----------- | -------- |
| 1    | Wu Dajing          | Cina        | 1'24"950 |
| 2    | Viktor Knoch       | Ungheria    | 1'25"426 |
| 3*   | Sébastien Lepape   | Francia     | 1'49"311 |
| 4    | Freek van der Wart | Paesi Bassi | DSQ      |

*Qualificato per essere stato ostacolato durante la gara.

#### Batteria 5
| Pos. | Nome            | Nazione       | Tempo    |
| ---- | --------------- | ------------- | -------- |
| 1    | Charles Hamelin | Canada        | 1'25"742 |
| 2    | Eddy Alvarez    | Stati Uniti   | 1'26"070 |
| 3    | Jack Whelbourne | Gran Bretagna | 1'26"086 |
| 4    | Liang Wenhao    | Cina          | 1'28"065 |

#### Batteria 6
| Pos. | Nome              | Nazione     | Tempo    |
| ---- | ----------------- | ----------- | -------- |
| 1    | J.R. Celski       | Stati Uniti | 1'25"428 |
| 2    | Semën Elistratov  | Russia      | 1'26"121 |
| 3    | Ryosuke Sakazume  | Giappone    | 1'26"468 |
| 4    | Maxime Chataigner | Francia     | 2'20"479 |

#### Batteria 7
| Pos. | Nome           | Nazione       | Tempo    |
| ---- | -------------- | ------------- | -------- |
| 1    | Viktor An      | Russia        | 1'25"834 |
| 2    | Sin Da-Woon    | Corea del Sud | 1'25"893 |
| 3    | Yuzo Takamido  | Giappone      | 1'25"905 |
| 4    | Robert Seifert | Germania      | 1'29"468 |

#### Batteria 8
| Pos. | Nome               | Nazione       | Tempo    |
| ---- | ------------------ | ------------- | -------- |
| 1    | Lee Han-Bin        | Corea del Sud | 1'26"502 |
| 2    | Yuri Confortola    | Italia        | 1'26"956 |
| 3*   | Shaolin Sándor Liu | Ungheria      | 1'35"935 |
| 4    | Thibaut Fauconnet  | Francia       | 2'00"795 |

*Qualificato per essere stato ostacolato durante la gara.

### Quarti di finale
Si sono disputate quattro batterie di quarti di finale. Si sono qualificati alle semifinali i primi due classificati di ogni batteria.

#### Batteria 1
| Pos. | Nome               | Nazione       | Tempo    |
| ---- | ------------------ | ------------- | -------- |
| 1    | Lee Han-Bin        | Corea del Sud | 1'24"444 |
| 2    | Han Tianyu         | Cina          | 1'24"490 |
| 3    | Chris Creveling    | Stati Uniti   | 1'24"691 |
| 4    | Shaolin Sándor Liu | Ungheria      | 1'24"966 |
| 5    | Charle Cournoyer   | Canada        | 1'25"204 |

#### Batteria 2
| Pos. | Nome               | Nazione  | Tempo    |
| ---- | ------------------ | -------- | -------- |
| 1    | Wu Dajing          | Cina     | 1'24"753 |
| 2    | Vladimir Grigor'ev | Russia   | 1'24"868 |
| 3    | Sébastien Lepape   | Francia  | 1'25"368 |
| 4    | Yuri Confortola    | Italia   | 1'25"428 |
| 5    | Viktor Knoch       | Ungheria | 1'25"673 |

#### Batteria 3
| Pos. | Nome            | Nazione     | Tempo    |
| ---- | --------------- | ----------- | -------- |
| 1    | Viktor An       | Russia      | 1'25"666 |
| 2    | Sjinkie Knegt   | Paesi Bassi | 1'25"695 |
| 3    | Eddy Alvarez    | Stati Uniti | 1'39"092 |
| 4    | Charles Hamelin | Canada      | 1'40"408 |

#### Batteria 4
| Pos. | Nome             | Nazione     | Tempo    |
| ---- | ---------------- | ----------- | -------- |
| 1    | Sin Da-Woon      | Cina        | 1'24"215 |
| 2    | Semën Elistratov | Russia      | 1'24"239 |
| 3    | Olivier Jean     | Canada      | 1'24"935 |
| 4    | J.R. Celski      | Stati Uniti | DNF      |

### Semifinali
Si sono disputate due semifinali. Si sono qualificati alla finale A i primi due classificati di ogni semifinale, mentre gli altri sono stati ammessi alla finale B.

#### Semifinale 1
| Pos. | Nome               | Nazione       | Tempo    |
| ---- | ------------------ | ------------- | -------- |
| 1    | Vladimir Grigor'ev | Russia        | 1'25"346 |
| 2    | Sin Da-Woon        | Corea del Sud | 1'25"564 |
| 3*   | Sjinkie Knegt      | Paesi Bassi   | 1'27"258 |
| 4    | Lee Han-Bin        | Corea del Sud | DSQ      |

*Ammesso alla finale A per essere stato ostacolato durante la gara.

#### Semifinale 2
| Pos. | Nome             | Nazione | Tempo    |
| ---- | ---------------- | ------- | -------- |
| 1    | Viktor An        | Russia  | 1'24"102 |
| 2    | Wu Dajing        | Cina    | 1'24"239 |
| 3    | Semën Elistratov | Russia  | 1'24"275 |
| 4    | Han Tianyu       | Cina    | 1'24"611 |

### Finali

#### Finale A
| Pos.    | Nome               | Nazione       | Tempo    |
| ------- | ------------------ | ------------- | -------- |
| Oro     | Viktor An          | Russia        | 1'25"325 |
| Argento | Vladimir Grigor'ev | Russia        | 1'25"399 |
| Bronzo  | Sjinkie Knegt      | Paesi Bassi   | 1'25"611 |
| 4       | Wu Dajing          | Stati Uniti   | 1'25"772 |
|         | Sin Da-Woon        | Corea del Sud | DSQ      |

#### Finale B
| Pos. | Nome             | Nazione | Tempo    |
| ---- | ---------------- | ------- | -------- |
| 5    | Han Tianyu       | Cina    | 1'29"334 |
| 6    | Semën Elistratov | Russia  | 1'29"429 |

Data: Sabato 15 febbraio 2014 

Ora locale: 14:00 
 
Sito: 

Legenda:
- DNS = non partito (did not start)
- DNF = prova non completata (did not finish)
- DSQ = squalificato (disqualified)
- Pos. = posizione